# 加登城 (明尼蘇達州)
加登城（英語：Garden City）是位於美國明尼蘇達州布盧厄斯縣加登城鎮區的一個普查規定居民點。

## 人口
根據2020年美國人口普查的數據，加登城的面積為4.89平方千米，當中陸地面積為4.65平方千米，而水域面積為0.24平方千米。當地共有人口339人，而人口密度為每平方千米69.33人。